# Cerianthus brachysoma
Cerianthus brachysoma är en korallart som beskrevs av Cerfontaine 1891. Cerianthus brachysoma ingår i släktet Cerianthus och familjen Cerianthidae. Inga underarter finns listade i Catalogue of Life.